# Дзета Андромеди
Дзета Андромеди (ζ Андромеди) — зоряна система в сузір'ї Андромеди. Приблизно в 189 світлових роках від Землі.
Дзета Андромеди — має позначення зірки за Байєром. Також має позначення Флемстида 34 Андромеди та багато інших позначень у зоряних каталогах.